# Elvavrålet

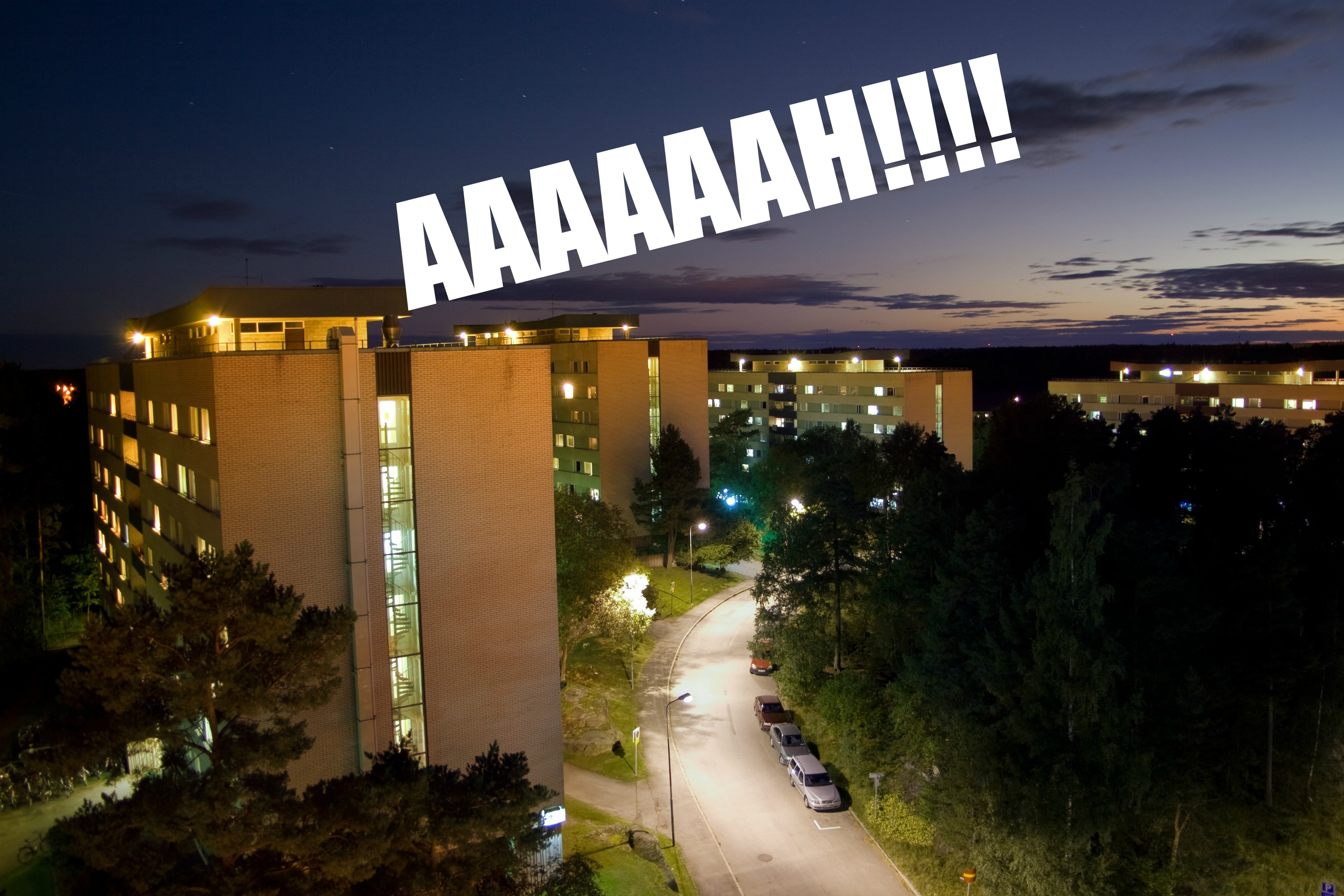
Vista di Sernanders väg dal tetto di un edificio a Flogsta, Uppsala.

Elvavrålet (in lingua svedese: "ruggito delle undici") è una tradizione goliardica svedese per la quale gli studenti fuori sede residenti nei quartieri universitari, ad una determinata ora della sera (tipicamente alle 22:00 o alle 23:00), aprono le finestre del proprio appartamento o si recano su tetti e balconi dell'edificio ed emettono urla, grida, ruggiti o ululati, ricevendo la risposta di altre persone.
Il fenomeno è considerato una valvola di sfogo per esprimere l'angoscia dovuta alla stressante vita universitaria, simile alla cosiddetta terapia primaria dello statunitense Arthur Janov, che nella sua opera The Primal Scream del 1970 teorizzò l'uso della voce e dell'urlo primordiale  per sfogare le ansie.

## Diffusione
Il fenomeno è noto con diversi nomi in varie città universitarie svedesi:
- Delphivrålet (ruggito di Delfi), dal nome del quartiere studentesco Delphi a Lund, dove è noto anche come Elvavrålet (urlo delle undici)[3]
- Flogstavrålet (ruggito di Flogsta)[4], dal quartiere studentesco Flogsta a Uppsala[5][6]),
- Lappkärrsskriket (grido di Lappkärr), dal quartiere studentesco Lappkärrsberget a Stoccolma, dove è conosciuto anche come Tioskriket (grido delle dieci) o Tisdagsskriket (grido del martedì), in quanto a Lappkärrsberget il fenomeno tradizionalmente avviene solo in tale orario o giorno.
- Ångestskriket, grido d'ansia[7]
- Tentavrål, urlo da esame

L'intensità può variare a seconda dei giorni e a volte vengono usati anche strumenti come le vuvuzela.

## Nella cultura di massa
Il fenomeno, noto fin dagli anni 1970 (periodo di costruzione degli edifici studenteschi), è stato oggetto di pubblicazioni scientifiche e citato in trasmissioni radiotelevisive, tra cui il programma radiofonico Folkminnen dell'emittente nazionale Sveriges Radio P1.
Nel 2006 due conduttori di una radio studentesca lanciarono una sfida per battere il record mondiale dell'ululato collettivo più rumoroso, raccogliendo l'adesione di circa 1.000 studenti a Flogsta: le grida durarono circa otto minuti, raggiungendo però un'intensità di soli 106,3 decibel (all'epoca il primato era di 128 dB, registrato a Wembley).
La tradizione è raccontata nel cortometraggio svedese del 2013 Flogstavrålet (titolo in inglese: The Flogsta Roar) prodotto dal regista Johan Palmgren e trasmesso dalla Sveriges Television (SVT). Il documentario è ambientato nel "ghetto studententesco" dell'Università di Uppsala e prova ad indagare sulle motivazioni delle persone che alle 22:00 di ogni notte gridano le loro angosce ad alta voce. Di tutte le ragioni per voler gridare, il film scopre la più originale.
Nel documentario Himmel över Flogsta, presentato al Festival di Göteborg del 2015, il regista Viktor Johansson racconta la vita degli studenti costretti a vivere per quattro anni nei grattacieli grigi di Flogsta e gridano nella notte per sfogare la propria ansia.

### Filmografia
- Flogstavrålet, regia di Johan Palmgren, Svezia, 2012.
- Himmel över Flogsta, regia di Viktor Johansson, Svezia, 2015.